# 교귀비
교귀비(喬貴妃, 1078년 ~ 1146년)는 송나라 군주 북송 휘종 조길의 측실(후궁)이었다.
시문학과 서예와 회화 등 예재(藝才)에 능수능란(能手能爛)하였다.

## 주요 이력
1095년 귀비 위씨(훗날 위현비)와 아울러 단왕 조길(훗날 북송 휘종)의 시녀(侍女)로 단왕부(端王府)에 입시(入侍)하였으며 1099년 귀비 위씨(훗날 위현비)와 함께 단왕 조길(훗날 북송 휘종)의 시첩(侍妾)으로 가례 및 간택되었고 1100년 단왕 조길이 북송 제국 군주 휘종으로 등극하자 후궁으로 책봉되었다.
그녀는 시문학과 서예와 회화 등 예재(藝才)에 능수능란(能手能爛)하여 북송 휘종 조길의 총애(寵愛)를 받았다.
이복 오라비 교중창(喬仲昌, 1073년 ~ 1139년)도 미술(美術) 등의 예재(藝才)로써 이름을 날렸다.